# Tony Jaa
Tony Jaa (thajsky โทนี่ จา), vlastním jménem Panom Yeerum (thajsky พนม ยีรัมย์) (* 5. únor 1976 Surin, Thajsko) je thajský herec, režisér a scenárista. Kvůli hercům jako Bruce Lee, Jackie Chan nebo Jet Li se začal učit bojová umění od taekwonda po tradiční thajské Muay Thai. Na začátku své herecké kariéry pracoval jako kaskadér.
Ve filmu režiséra Prachya Pinkaewa, Ong-bak, ztvárnil hlavní postavu Ai Bak Tima a předváděl úžasné gymnastické kousky.
Poté, co Ong-bak získal pozitivní ohlas diváků, rozhodli se natočit Ong-bak 2/Tom Yum Goong, jehož děj se odehrává v australském městě Sydney, kde se popral s wrestlerem Nathanem Jonesem.

## Herecká filmografie
- 2015 Kickboxer
- 2015 S.P.L. 2
- 2015 Rychle a zběsile 7
- 2010 Ong Bak 3
- 2008 Ong bak 2: Pomsta
- 2007 Tajný agent 2
- 2005 Ong-Bak 2
- 2004 Tajný agent
- 2003 Ong-bak

## Režijní filmografie
- 2010 Ong Bak 3
- 2008 Ong bak 2: Pomsta

## Scenáristická filmografie
- 2010 Ong Bak 3